# Johannes de Jong
Johannes de Jong (10 de septiembre de 1885 - 8 de septiembre de 1955) fue un cardenal neerlandés de la Iglesia católica. Ejerció como Arzobispo de Utrecht de 1936 hasta su muerte, y fue elevado al rango de Cardenal en 1946 por Pío XII.

## Primeros años y ordenación
Nació en Nes, un pueblo en la isla de Ameland, como el mayor de los siete hijos de Jan de Jong, un panadero, y su esposa Trijntje Mosterman. Después de asistir al seminario menor de Culemborg 1898-1904, de Jong estudió luego en el Seminario de Rijsenburg durante cuatro años.
Fue ordenado sacerdote el 15 de agosto de 1908, y además estudió en la Pontificia Universidad Gregoriana y la Angelicum de Roma, obteniendo sus doctorados en filosofía y teología.

## Sacerdote
De Jong hizo trabajo pastoral en Amersfoort, incluyendo el trabajo con las Hermanas de la Misericordia, hasta 1914, cuando fue nombrado profesor en el seminario Rijsenburg el 6 de noviembre. Llegando a ser rector del seminario el 14 de agosto de 1931, fue nombrado canónigo de la catedral de Utrecht en 1933.

## Obispo y Arzobispo
El 3 de agosto de 1935, de Jong fue nombrado Arzobispo Coadjutor de Utrechtand y Arzobispo titular de Rhusium. Recibió su consagración episcopal el siguiente 12 de septiembre del Obispo Pieter Hopmans, con los obispos Arnold Diepen y Johannes Smit como cocelebrantes, en la Catedral de Santa Catalina. De Jong sucedió a Johannes Henricus Gerardus Jansenas arzobispo de Utrecht y por lo tanto primado de los Países Bajos. También fue el primer arzobispo en los Países Bajos con un título universitario desde la restauración de la jerarquía católica holandesa en la mitad del siglo XIX.
Dijo que no quería ser otro Innitzer y ordenó a sus sacerdotes rechazar los sacramentos a los holandeses nazis. [1] Durante la Segunda Guerra Mundial, fue uno de los principales líderes contra la ocupación nazi de los Países Bajos. El 26 de julio de 1942 los obispos holandeses, entre ellos el arzobispo Johannes de Jong, emitieron un decreto que condenaba abiertamente las deportaciones nazis de trabajadores holandeses y judíos. Los nazis tomaron represalias tomando por la fuerza a más de 40.000 católicos de ascendencia judía, incluyendo Edith Stein. [2] La Santa Sede usa el acontecimiento de Holanda para explicar su silencio durante los años del Holocausto. [3] Después de la represalia alemana, la hermana Pasqualina Lehnert, ama de llaves y confidente de Pío XII, dijo que el Papa estaba convencido de que, si la protesta del obispo costó cuarenta mil vidas, una protesta de él significaría al menos doscientas mil vidas inocentes que no estaba dispuesto a sacrificar. Mientras que los políticos, generales y dictadores pueden jugar con las vidas de la gente, un Papa no podía. [4]

## Cardenal
De Jong fue ordenado cardenal de San Clemente por el Papa Pío XII en el consistorio del 18 de febrero de 1946, pero no pudo viajar a Roma para la ceremonia ya que se estaba recuperando de un accidente en carro. [5] Sin embargo, el 12 de octubre de ese año, el prelado holandés fue a Castel Gandolfo para recibir su capelo del Papa Pío XII. En 1951, de Jong, quien fue el primer cardenal holandés residente desde la Reforma protestante, tuvo que ceder la administración de la archidiócesis a su coadjutor, Bernardus Johannes Alfrink. Mientras tanto, de Jong se retiró a la misma casa donde había vivido durante su primer ministerio sacerdotal en Amersfoort.

## Muerte
De Jong murió mientras dormía después de una larga enfermedad en Amersfoort, dos días antes de su septuagésimo cumpleaños. [6] Está enterrado en el cementerio de Santa Bárbara en el atrio de la Catedral de Santa Catalina.